# NRK3
NRK3 es un canal de televisión digital dirigido a jóvenes y adultos entre los 12 y 29 años Durante el día, de 06:00 a. m. a 19:30 p. m., el canal presenta programas británicos y estadounidenses. NRK3 comparte su frecuencia con NRK Super, un canal de televisión infantil que se lanzó el 1 de diciembre de 2007.  El 1 de febrero de 2011 se lanzó el canal NRK3 HD, Este transmite los mismos programas que NRK3, pero transmite los programas disponibles en calidad HD y otros programas convertidos a calidad HD.

## Historia
El canal inició sus emisiones el 3 de septiembre de 2007. Disponible para retransmisiones de televisión digital terrestre, satelital y por cable. Desde el 1 de febrero de 2011 se emite en formato HD. La cuota de mercado era del 3,5% en el primer trimestre de 2012.
La programación del canal está compuesta por diversas series de televisión, entre las que se encuentran True Blood , Neighbors , Héroes y Doctor House

## Logotipos
2007-2011
|                                                                                            |
| El primer logotipo de NRK3 se utilizó del 3 de septiembre de 2007 al 10 de octubre de 2011 |

|                                                    |
| Logotipo HD utilizado de febrero a octubre de 2011 |

2011-Presente
|                                                              |
| Segundo y actual logo de NRK3 desde el 11 de octubre de 2011 |

|                        |
| Logotipo HD desde 2011 |